# 臺南市北區公園國民小學
臺南市北區公園國民小學（簡稱公園國小）為臺灣臺南市北區的一所市立國民小學，歷史可追溯至1898年設立的臺南小學校。臺南小學校最初設置在臺南孔廟內，之後陸續搬遷及更名，在1923年才搬到了公園國小現址，因為位於花園町，因此校名取為「花園尋常高等小學校」。二次大戰後，學校本身廢除，由北區第二國民學校遷入接收，為今天的臺南市立公園國民小學，校內的「原花園尋常小學校本館」於民國九十二年（2003年）7月10日被公告為臺南市歷史建築。

## 沿革

### 日治時期
臺灣日治時期明治三十一年（1898年）10月1日，台南小學校設立，為專供日本人就讀的學校，最初是借用臺南孔廟的明倫堂與府儒學上課，是為臺南國語傳習所附屬尋常高等小學校，最初有學生40人。1901年4月，小學校遷移到新建於柱仔行街的校舍及職員宿舍（原址現為臺南市美術館一館）。1902年4月1日，學校改稱臺南尋常高等小學校。1904年7月，由於臺南師範學校廢止，其位於西竹圍 （後來的竹園町）的校舍改由臺南尋常高等小學校使用；而柱仔行街的校舍在後來改由臨時臺灣糖務局臺南支局使用，而在糖務局被裁撤後，在1908年改為臺南尋常高等小學校分教室。
到了大正五年（1915年）4月設立了台南第二尋常小學校後，臺南尋常高等小學校的校名因此改為「台南第一尋常高等小學校」，而在大正十年（1921年）4月因教育制度改變，又更名為「竹園尋常小學校」。後來台南州立第二中學校成立，於大正十二年（1923年）接收竹園尋常小學校校舍，原本的小學則遷到建於花園町的新校舍，改稱「花園尋常高等小學校」。1941年4月1日，學校改制為「花園國民學校」。
另外，此校是台南地區最早設立的小學校，因此也是臺南多所小學校的起源，例如1909年設立安平派遣教授所、1910年設立蕭壠分教場（隔年改為蔴荳分教場）；1911年設立安平及大目降分教場、北門嶼派遣教授所；1913年設立阿公店及灣裡分教場、六甲、噍吧哖、蕭壠派遣教授所，在之後皆獨立為小學校。

### 戰後
二次大戰後，學校本身隨日人引揚而被廢除，原校舍由北區「公園國民學校」（原為伏見國民學校，1946年改為第二國民學校、1947年改為公園國民學校，原址為今延平國中）在民國三十七年（1948年）遷入，即今天的公園國小。公園國校在遷入後二年，便對校舍在戰爭中毀損部分予以整修，而學校在1968年因國民義務教育實施，改為「公園國民小學」。民國六十三年（1974年）時整修了門廊及中央的立面部分。近年則將屋頂換成金屬，並將正面復舊。

## 原花園尋常小學校本館
該建築坐東朝西，除門廊與南北兩端略為突出外基本上是一字形建築，於東西兩面皆設有走廊，樓梯位於南北兩端。一樓川堂兩側為辦公室，二樓為教室。門廊為三拱圈形式，後接川堂，上面有直立壁柱，屋簷下設有十座具裝飾性的托架。兩翼部分一、二樓各有五個拱圈，不過一樓是圓拱形式，二樓則是弧拱形式，拱柱於一二樓間有白色橫帶做裝飾。至於兩端的樓梯間在二樓也有兩條白色橫飾帶。

## 歷任校長
- 江口保（1898年10月~1904年8月），轉任至臺南第一公學校
- 伊藤萬藏（1904年9月~1908年6月)
- 江口保（1908年6月~1909年6月），轉任至鹽水港公學校
- 松倉鐵藏（1909年6月~1910年9月），轉任至打狗小學校
- 神田辰次郎（1910年9月~1922年10月），轉任至南門小學校
- 友岡牧四郎（1922年10月~1930年8月），轉任至斗六女子公學校
- 伊與部仙松（1930年8月~1943年8月），原任斗南公學校校長，後任南門國民學校長[4][5]
- 中田義雄（1943年8月~1945年9月），原任虎尾國民學校長[5]